# Pocophone F1

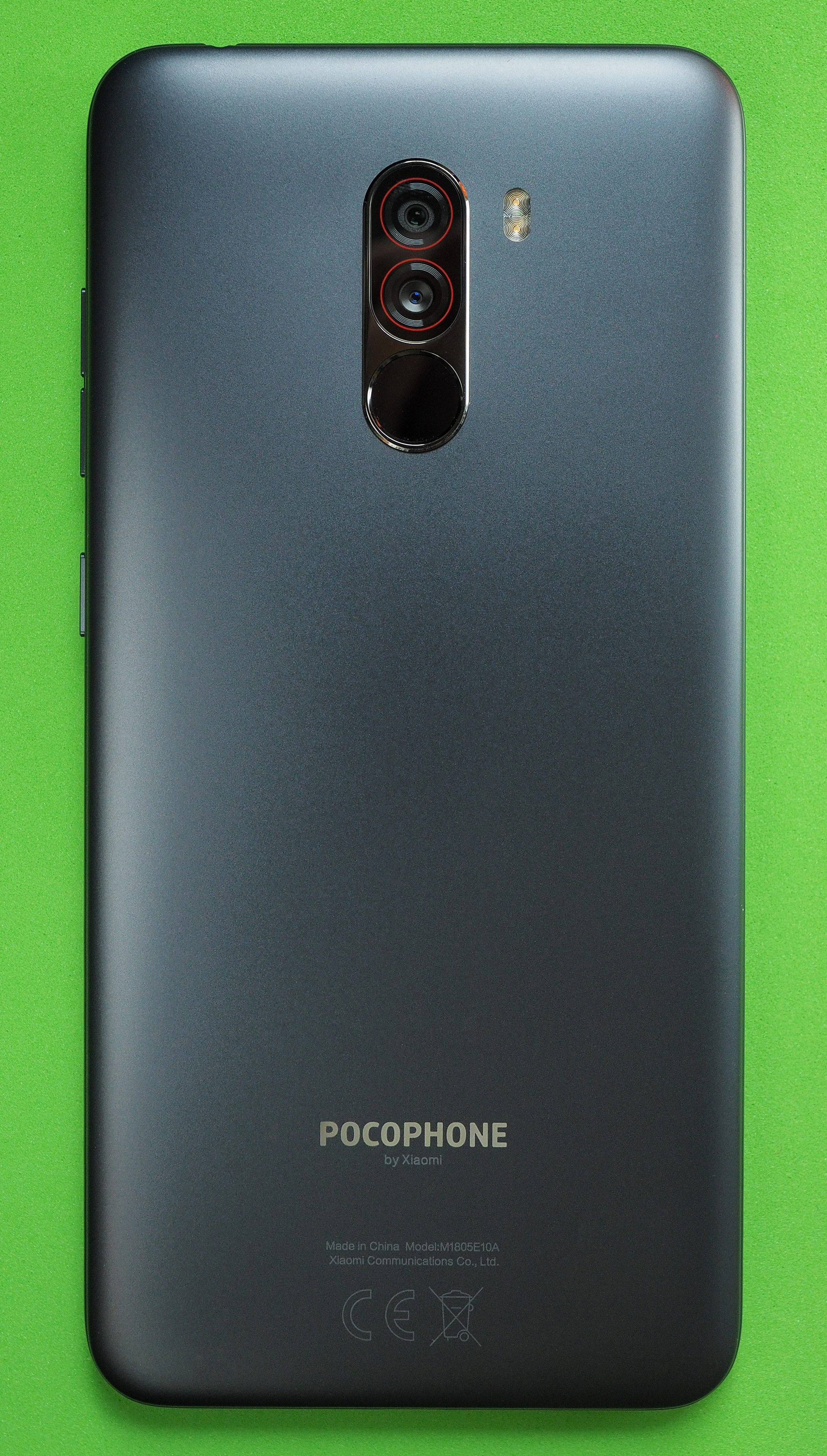
Pocophone F1 的機背

Pocophone F1是小米於2018年8月22日在新德里發佈的旗舰手機。該手機主要銷售往國際市場（包括港臺），但不在中國大陸發售。

## 規格

### 硬件
Pocophone F1搭載高通驍龍845中央處理器和Adreno 630圖形處理器。6.18寸LCD屏幕採用了「劉海」設計，並且使用了大猩猩第三代鋼化玻璃。

### 相機
Pocophone F1的後置鏡頭使用了1200萬像素（索尼 IMX363 圖形傳感器）+500萬像素雙鏡頭設計，支援全景拍攝和夜景模式；錄影方面，則支持高清和慢動作錄影。前置鏡頭爲2000萬像素。

### 內存
Pocophone F1的內存分別爲 8GB RAM/256GB ROM、6GB RAM/64GB ROM 和 6GB RAM/128GB ROM。可以於第二個SIM卡槽外掛SD卡。

### 系統
Pocophone F1搭載基於Android Pie的 MIUI for Poco 系統。

### 電池
Pocophone F1搭配 4000mAh 鋰電池（不可拆卸），並且支援高通 Quickcharge 4 協議。

## 外部連結
- 官網（页面存档备份，存于） （國際）
- 官網（页面存档备份，存于） （香港）